# Buffalo Soldiers (film 2001)
Buffalo Soldiers è un film del 2001 diretto da Gregor Jordan.
Il soggetto è basato sul romanzo del 1993 di Robert O'Connor.

## Trama
Germania Ovest, 1989, prima della caduta del muro di Berlino. Ray Elwood, soldato dell'esercito statunitense di stanza alla base Theodore Roosevelt vicino a Stoccarda, è un componente di un gruppo di militari coinvolti in traffici illeciti, sfruttando le forniture per la base, delle quali si appropriano e che rivendono. Un giorno, approfittando di un incidente provocato da un carro armato, il cui equipaggio era sotto l'effetto di eroina, il gruppo si impadronisce di un carico di armi che Ray scambia con un trafficante di droga, ricevendo una fornitura di trenta chili di morfina grezza da trasformare in eroina pura, che dovrebbe essere raffinata in un capannone all'interno della base, adibito a laboratorio. I piani tuttavia sono compromessi dall'arrivo alla base del sergente Lee, il quale, dopo avere nutrito sospetti sulle attività del gruppo, prende di mira Ray, dopo che questi ha iniziato ad uscire con la figlia.

## Colonna sonora
- Fight the Power, interpretato da Public Enemy
- Slashers Revenge, interpretato da David Holmes
- Bear Witness, interpretato da Dr. Octagon
- Blue Monday, interpretato da New Order
- Holy Calamity (Bear Witness II), interpretato da Handsome Boy Modeling School
- Say No Go, interpretato da De La Soul
- Ich Bin Ein Arschloch, interpretato da Prollhead
- Mosque
- Funky Prelude, interpretato da Tot Taylor
- Held Down, interpretato da De La Soul e Cee Lo Green

## Promozione
- «War is hell... but peace is f*#!%!! boring.»
- «Steal all that you can steal. A story so outrageous you couldn't make it up»
- «Ruba tutto quello che puoi.»
- «Senza morale, senza regole, senza vergogna.»

## Distribuzione

### Data di uscita
L'anteprima mondiale era avvenuta al Toronto International Film Festival del 2001, a settembre. Dal momento che costituiva una critica feroce dell'esercito degli Stati Uniti, la consegna delle bobine ai cinema americani avvenne con due anni di ritardo, come conseguenza alla retorica patriottica ed al generale sentimento di dovuto rispetto per i militari al fronte, molto sentito all'interno degli Stati Uniti, sorto con le operazioni militari all'estero seguite agli attentati dell'11 settembre 2001.

## Espedienti narrativi
- Il carro armato americano, protagonista di alcune scene del film, è in realtà un Leopard 1A5 in forza all'esercito tedesco.